# Erebia manto
Erebia manto är en fjärilsart som beskrevs av Fabricius 1783. Erebia manto ingår i släktet Erebia och familjen praktfjärilar. Inga underarter finns listade i Catalogue of Life.

## Bildgalleri

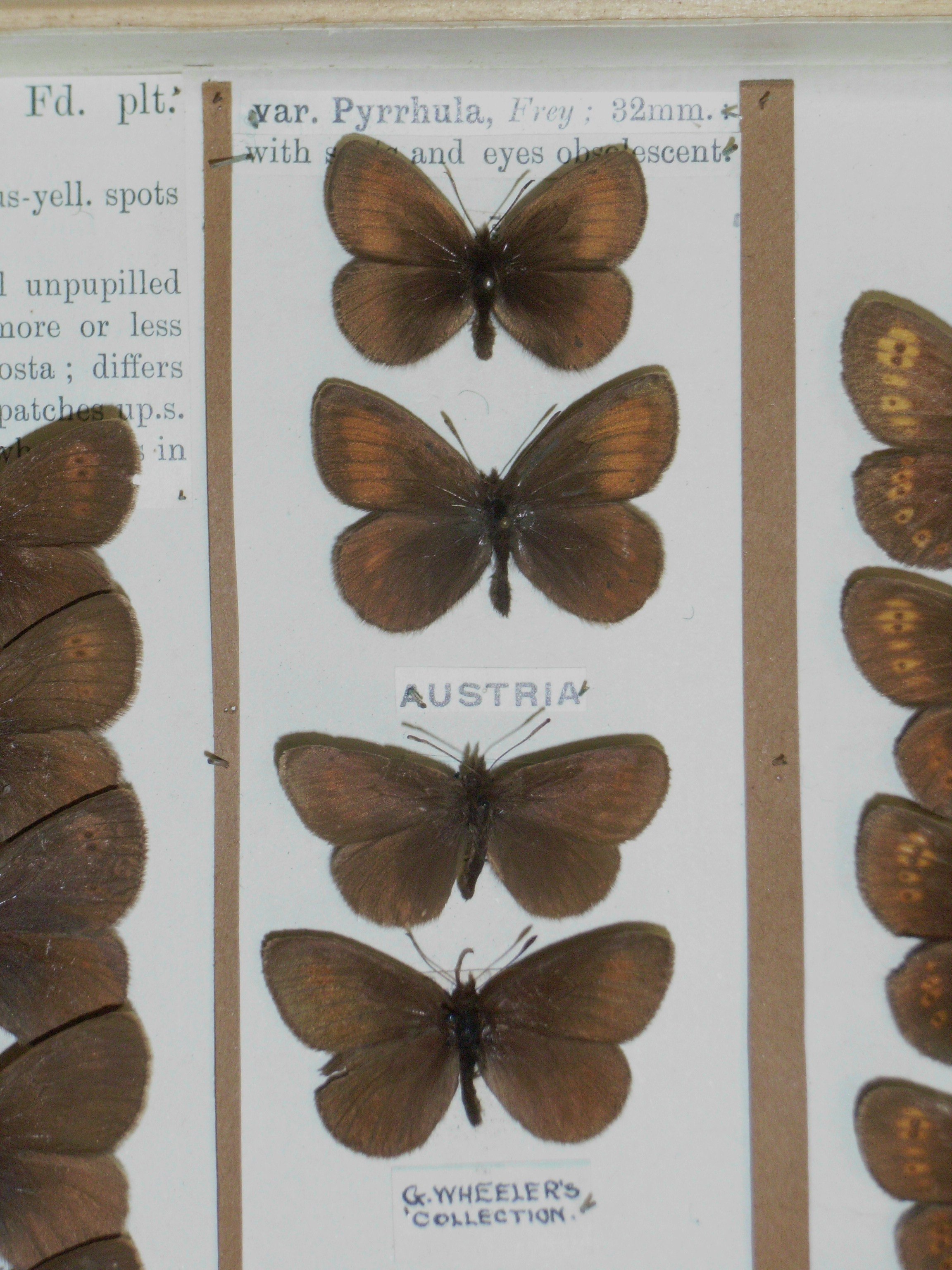
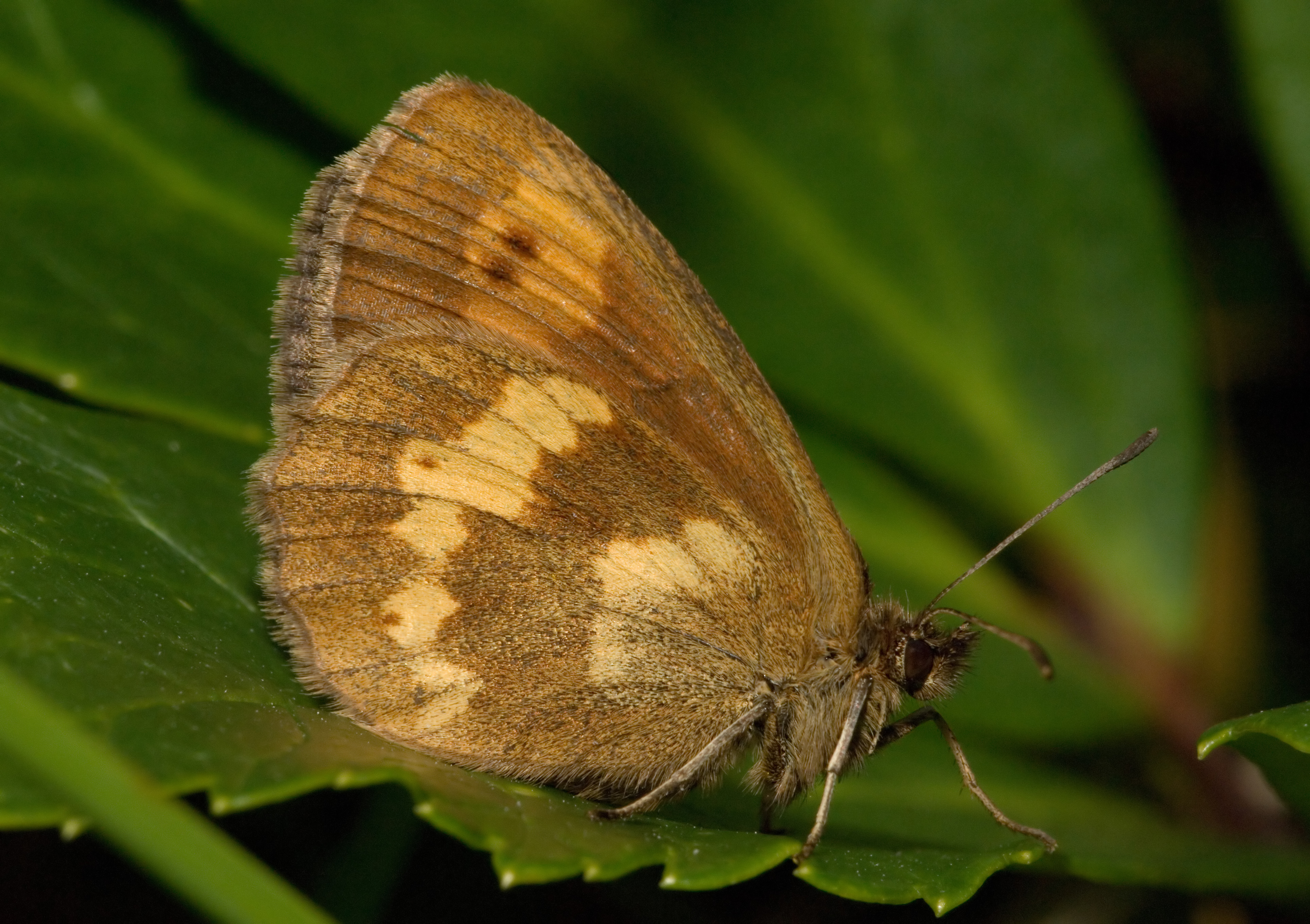